# Hørsholm 79'ers
Maillots
Le Hørsholm Basketball Klub est un club danois féminin et masculin de basket-ball appartenant à la Dameligaen et à la BasketLigaen, soit le plus haut niveau du championnat danois féminin et du championnat danois masculin. Le club est basé dans la ville de Hørsholm.

## Palmarès
- Féminin : 
  - Champion du Danemark  : 1996, 2004, 2005, 2006, 2007, 2008, 2010
  - Vainqueur de la Coupe du Danemark  : 1994, 1995, 2005
- Masculin :
  - Champion du Danemark : 1991 et 1993.

## Entraîneurs successifs
- Depuis ? : ?

## Joueurs célèbres ou marquants
- Matt Bonds